# Chauliodites mongolicus

Chauliodites mongolicus (лат.) — ископаемый вид насекомых из семейства Chaulioditidae (отряд Grylloblattida). Триасовый период (Yamaan Us Formation, индский ярус, возраст находки 251—252 млн лет), Монголия (60.1° N, 45,5° E).

## Описание
Длина переднего крыла — 12,0 мм.  Сестринские таксоны: Chauliodites circumornatus, Ch. geniatus, Ch. issadensis, Ch. kitshmengensis, Ch. afonini, Ch. nedubrovensis. Вид был впервые описан в 2005 году российским палеоэнтомологом Д. С. Аристовым (Палеонтологический институт РАН, Москва) по ископаемым отпечаткам.